# Drozdek szarolicy
Drozdek szarolicy (Catharus minimus) – gatunek małego ptaka z rodziny drozdowatych (Turdidae). Zamieszkuje północną część Ameryki Północnej oraz północno-wschodnią Syberię, zimuje głównie w północnej części Ameryki Południowej na wschód od Andów. Sporadycznie zalatuje do Europy.

## Systematyka
Drozdek szarolicy był dawniej umieszczany w rodzaju Hylocichla. Łączono go w jeden gatunek z drozdkiem wędrownym (C. bicknelli). Wyróżniono dwa podgatunki C. minimus:
- Catharus minimus minimus – północno-wschodnia Syberia, Alaska i Kanada.
- Catharus minimus aliciae – wschodnia Kanada (Nowa Fundlandia, prawdopodobnie także północny Quebec).

## Morfologia
Długość ciała 16–18 cm, rozpiętość skrzydeł 32–34 cm.
Masa ciała:
- maj–czerwiec: samce 26–34 g, samice 27–36 g[8]
- październik: samce 30–50 g, samice 30–45 g[8]

## Pożywienie
W skład jego diety wchodzą owady (takie jak chrząszcze, mrówki, pszczoły, osy, koniki polne, ćmy czy gąsienice) i inne stawonogi (np. pająki). Zależnie od pory roku zjada też nasiona i owoce, a zwłaszcza jagody.

## Status
Międzynarodowa Unia Ochrony Przyrody (IUCN) uznaje drozdka szarolicego za gatunek najmniejszej troski (LC – least concern) nieprzerwanie od 2000 roku. Organizacja Partners in Flight szacuje liczebność populacji lęgowej na 16 milionów osobników. Trend liczebności populacji nie jest znany.